# Scotophaeus lamperti
Scotophaeus lamperti är en spindelart som beskrevs av Embrik Strand 1906. Scotophaeus lamperti ingår i släktet Scotophaeus och familjen plattbuksspindlar. Inga underarter finns listade i Catalogue of Life.